# Paul Deussen

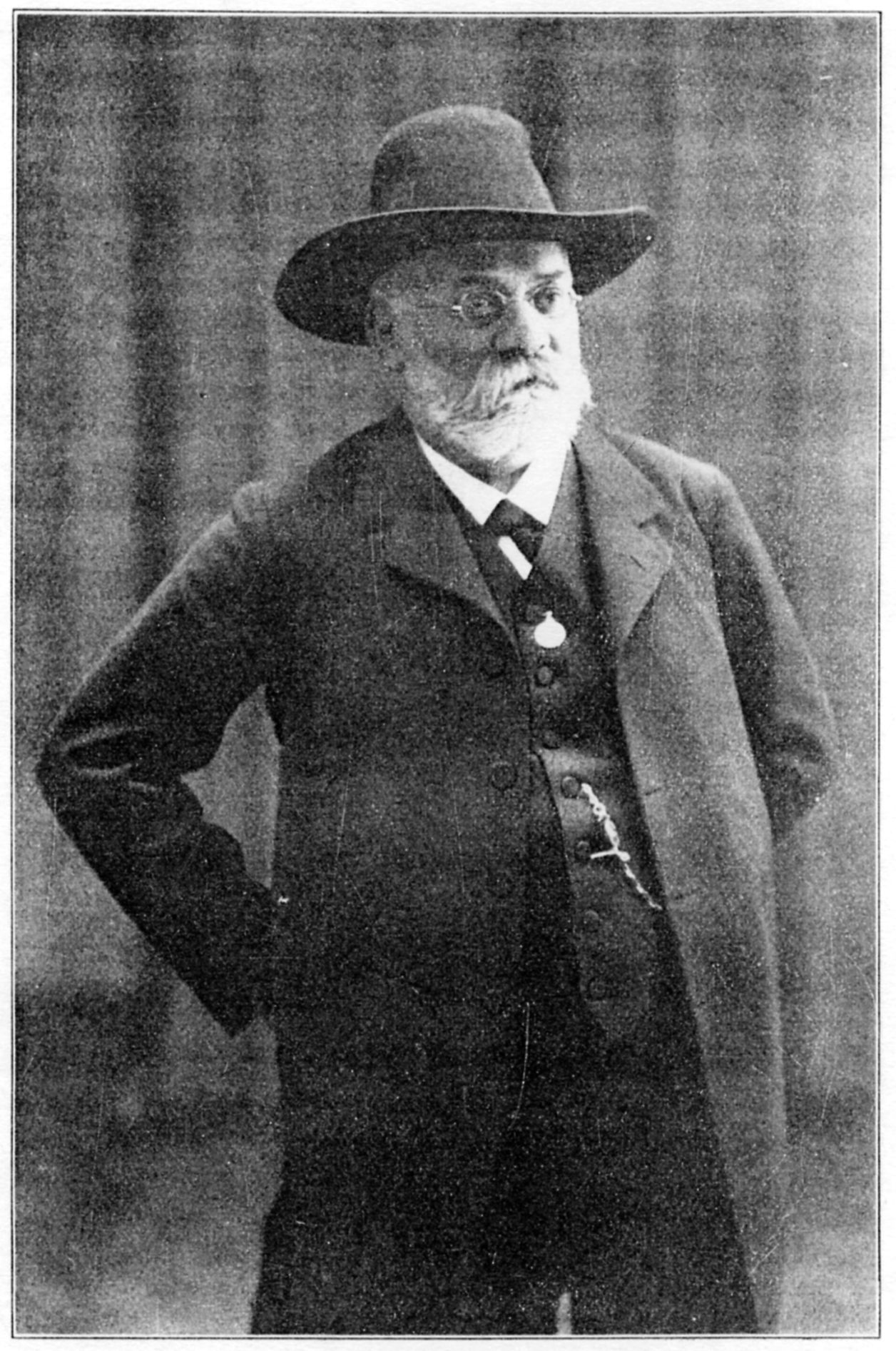
Paul Deussen hacia 1914.

Paul Deussen (Oberdreis, Renania, 7 de enero de 1845-Kiel, 6 de julio de 1919) fue un filósofo, historiador y orientalista alemán de la segunda mitad del siglo XIX.
Sus conocimientos de sánscrito le ayudaron a estudiar el pensamiento filosófico de la India. Fue un gran admirador de Arthur Schopenhauer (1788-1860), a quien consideraba su precursor en Alemania como estudioso del pensamiento hindú.
Entre sus amigos se contaron Friedrich Nietzsche (1844-1900), quien le nombra en su Genealogía de la moral y mantiene correspondencia con él, y Swami Vivekananda (1863-1902), este último conocido por haber sido el primer hindú en hablar en el parlamento mundial de las religiones en Chicago, Illinois, en 1893.
En 1911, creó la Sociedad Schopenhauer (Schopenhauer Gesellschaft), todavía hoy existente, y en 1912 el anuario Schopenhauer (Schopenhauer Jahrbuch).
Deussen murió en 1919 en Kiel, en cuya universidad trabajaba. Nietzsche llegó a decir de él que era el último en llegar a la sabiduría, y le aconsejó que, llegado a ese punto, se acostumbrase a la soledad.

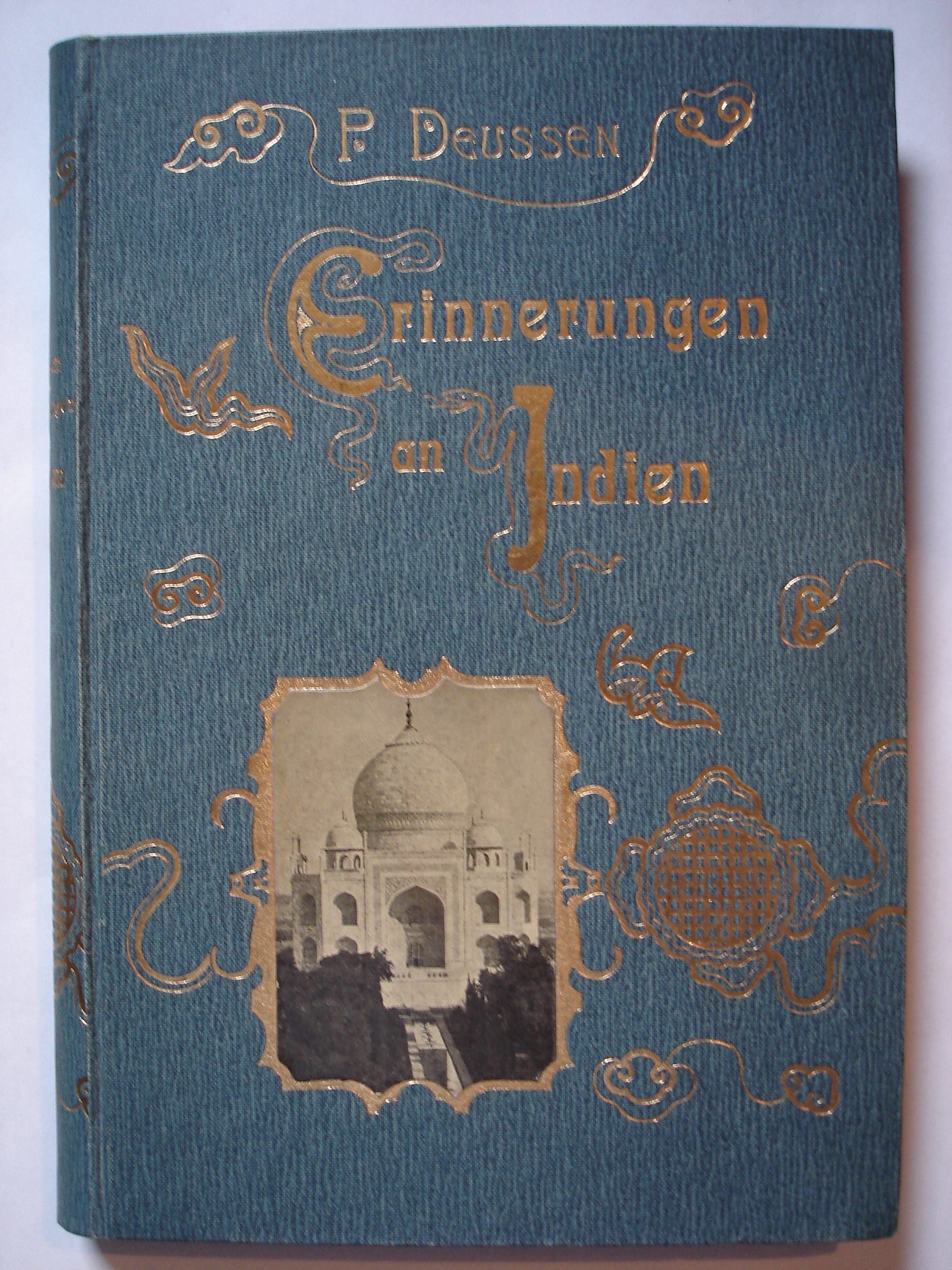
Recuerdos de la India, 1904.

## Obras
Las obras de Deussen no han sido traducidas todavía al español, con la excepción de Mis recuerdos de Friedrich Nietzsche. Nombrando algunas de las más importantes, están: 
- Allgemeine Geschichte der Philosophie unter besonderer Berücksichtigung der Religionen (1894ff.):
  - I,1 Allgemeine Einleitung und Philosophie des Veda bis auf die Upanishad's (1894)
  - I,2 Die Philosophie der Upanishad's (1898)
  - I,3 Die nachvedische Philosophie der Inder (1908)
  - II,1 Die Philosophie der Griechen (1911)
  - II,2 Die Philosophie der Bibel (1915)
  - II,3 Die neuere Philosophie von Descartes bis Schopenhauer (1917)
- Mis recuerdos de Friedrich Nietzsche (Erinnerungen an Friedrich Nietzsche) (1901)
- Erinnerungen an Indien (1904)
- Vedânta und Platonismus im Lichte der Kantischen Philosophie (1904)
- Vedânta, Platon und Kant (1917)
- Mein Leben (1922).